# جنت برنان کرافت
جنت برنان کرافت (انگلیسی: Janet Brennan Croft; ۱۹۶۱ (۶۳–۶۴ سال) – ) پژوهشگر آثار تالکین و کتابدار اهل ایالات متحده آمریکا است. او در دانشگاه ایندیانا تحصیل کرده است.